# Microbothriophylax mica
Microbothriophylax mica är en insektsart som beskrevs av Andrej Vasiljevitj Gorochov 1993. Microbothriophylax mica ingår i släktet Microbothriophylax och familjen Myrmecophilidae. Inga underarter finns listade i Catalogue of Life.